# Eemeli Pirinen
Eemeli Pirinen (* 21. April 1993) ist ein finnischer Skirennläufer. Seine Stärken liegen in den technischen Disziplinen Riesenslalom und Slalom.

## Biografie
Pirinen bestritt seine ersten Europacuprennen in der Saison 2011/12. Nach einigen Rennen ohne Topergebnis, konnte er sich im Riesenslalom in Levi erstmals unter den Top 10 platzieren. Am 29. Januar 2016 feierte er seinen ersten Sieg im Europacup im Riesenslalom von Zuoz.
Er nahm an drei Juniorenweltmeisterschaften teil. Mit Platz 15 in Québec 2013 im Riesenslalom konnte er sein bestes Ergebnis feiern. Im Skiweltcup debütierte Pirinien am 11. November 2012. Beim Slalom in Levi schied er jedoch im 1. Durchgang aus. Zu Beginn der Saison 2014/15 klassierte er sich erstmals in den Punkterängen mit Platz 27 im Riesenslalom in Åre. Seine beste Platzierung erreichte Pirinen im Riesenslalom in Kranjska Gora als 23.
Pirinen nahm an zwei alpinen Skiweltmeisterschaften teil.  2013 errang er in Schladming im Riesenslalom Platz 30. Bei den Weltmeisterschaften 2015 in Beaver Creek sah er im 1. Durchgang im Riesenslalom nicht das Ziel.

## Erfolge

### Weltmeisterschaften
- Schladming 2013: 30. Riesenslalom
- St. Moritz 2017: 33. Riesenslalom

### Weltcup
- 3 Platzierungen unter den besten 30

### Weltcupwertungen
| Saison  | Gesamt | Gesamt | Riesenslalom | Riesenslalom |
| Saison  | Platz  | Punkte | Platz        | Punkte       |
| ------- | ------ | ------ | ------------ | ------------ |
| 2014/15 | 147.   | 4      | 50.          | 4            |
| 2015/16 | 130.   | 14     | 50.          | 14           |

### Europacup
- Saison 2015/16: 4. Riesenslalomwertung
- 2 Podestplätze, darunter 1 Sieg:

| Datum           | Ort  | Land    | Disziplin    |
| --------------- | ---- | ------- | ------------ |
| 29. Januar 2016 | Zuoz | Schweiz | Riesenslalom |

### Juniorenweltmeisterschaften
- Crans-Montana 2011: 41. Riesenslalom, 19. Slalom
- Roccaraso 2012: 37. Super-G
- Québec 2013: 15. Riesenslalom

### Weitere Erfolge
- 1 finnischer Meistertitel: Riesenslalom 2013
- 3 Siege in FIS-Rennen